# Tijuana
Pour le fleuve, voir Tijuana (fleuve).
 (juin 2011).
Si vous disposez d'ouvrages ou d'articles de référence ou si vous connaissez des sites web de qualité traitant du thème abordé ici, merci de compléter l'article en donnant les références utiles à sa vérifiabilité et en les liant à la section « Notes et références ».
Tijuana est une ville mexicaine de l'État de Basse-Californie et le chef-lieu de la municipalité du même nom. Elle est surnommée TJ.

## Géographie
La ville est située dans le Nord-Ouest du Mexique, près de la frontière américaine ; elle est limitrophe au nord du comté de San Diego en Californie. Tijuana est bordée par Playas de Rosarito, qui était autrefois un de ses quartiers, mais qui est devenue indépendante entre 1999 et 2000. Le recensement de 2005 indiquait 1,6 million d'habitants, en incluant Tecate, mais le nombre est contesté, notamment en raison du fait que la ville accueille de nombreuses personnes sans logis et est un point de passage important des émigrants clandestins vers les États-Unis.
Comme une grande partie de la Californie voisine, Tijuana bénéficie d'un climat méditerranéen.
- Un site accidenté, escarpé et fragile géologiquement

- À l’ouest, Playas se situe sur une terrasse marine élevée de relief plat ;
- Sur la partie orientale, délimitée par la rivière Alamar au nord le Cerro Colorado (500 m) à l’ouest et la rivière Matanuco au sud, s’étend la zone de croissance récente de Florido-Mariano Matamoros. Le relief est intermédiaire avec une juxtaposition de surfaces ondulées provenant de dissections inégalement avancées, de remplissages alluviaux ou de colluvions relevés. En ce qui concerne la stratigraphie, Tijuana est situé sur un remplissage sédimentaire détritique pliocuaternaire connu sous le nom de formation San Diego, composé de deux strates :
- La strate inférieure (San Diego inférieur), de couleur blanche ou jaunâtre se compose d’une alternance de couches minces de grès fins, limolites localement argileuses, et des lentilles caillouteuses peu cohérentes et avec des comportements divers face aux infiltrations d’eau. C’est sur ces zones que se développent fréquemment des mouvements (relativement lents) en masse par glissement, rotation ou solifluxion.
- La strate supérieure (San Diego supérieur), plus fine, est constituée de dépôts plus détritiques et de granulométrie plus grossière : grès tendres, couches de galets roulés, conglomérats peu cimentés de couleur rougeâtre. Les pentes localisées sur ces matériaux sont en permanence sujettes à des éboulements isolés. Si la cohésion interne est fragile ou si le support inférieur est affaibli, il peut se produire de grands glissements parfois catastrophiques.
La majorité des reliefs développés sur ces formations, principalement au sud du Río Tijuana, sont très escarpés et donc sujets à mouvements. Les pluies peuvent évidemment modifier ce fragile équilibre, mais dans le cas d’un hypothétique tremblement de terre, il faudra aussi compter sur une possible liquéfaction de la vallée alluviale où est situé le CBD, et sur le jeu des failles secondaires qui sont très nombreuses à Tijuana. La carte des risques de glissement de terrain et de liquéfaction ne prend pas en compte ce dernier paramètre, mais illustre bien la superficie soumise à ces risques.

## Climat

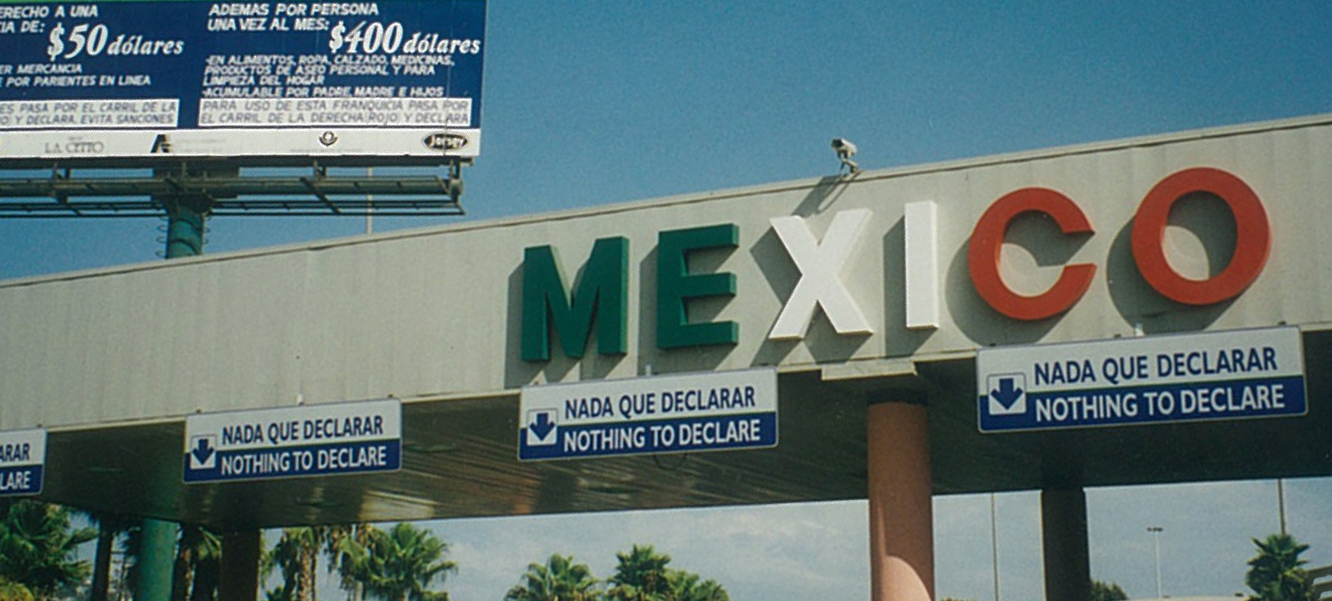
La frontière entre San Diego et Tijuana est la frontière entre les États-Unis et le Mexique.

- Un climat agréable, mais un manque d’eau peu propice à l’urbanisation

Avec des aquifères de faibles capacités (seulement 5 % de l’eau provient de puits), l’approvisionnement en eau de la ville dépend surtout de deux sources : le barrage Abelardo L. Rodríguez construit dans les années 1930, d’une capacité totale de 137 millions de m3, mais l’irrégularité des pluies en font des sources peu stables ; en effet, il ne se remplit en moyenne que tous les dix ans. Ce réservoir représente approximativement 15 % de l’alimentation en eau. La véritable source d’approvisionnement se trouve à plus de 200 km, c’est le Río Colorado, qui par l’intermédiaire d’un aqueduc magistral, puisqu’il franchit une dénivelée de près de 1 000 mètres, représente environ 80 % de la ressource en eau. Entre mars et juin 1997, cette proportion est montée jusqu’à 92,32 %.
En 1996, la municipalité consomma environ 83 millions de m3 répartie à 71 % pour l’habitat et 24 % pour l’industrie. Cela représente une moyenne générale de 211 litres par jour par habitant, c’est près de 4 fois moins que la consommation des voisins américains du comté de San Diego.
- Des risques réels

Les évènements pluvieux intenses jouent un rôle important dans le déclenchement de catastrophes. Les registres de pluie journalière de ces cinquante dernières années montrent que seulement 24 journées ont dépassé le seuil de 40 mm, limite à laquelle des problèmes sont susceptibles de se produire, c’est presque une fois tous les deux ans!
Depuis sa création, la ville se trouve dans une situation très vulnérable. La zone centrale, actuellement protégée des crues par un énorme et peu esthétique canal à ciel ouvert, fut ainsi inondée à maintes reprises dans la première moitié de ce siècle. Les incidents les plus graves sont cependant recensés dans ce dernier quart du siècle en 1978, 1983, 1993 et 1998. Cela se traduit physiquement par des inondations, dépôts sédimentaires, et divers types de glissements de terrain.
Le mois de janvier 1993 est le plus catastrophique de l’histoire de la ville. À la suite d'une dépression tropicale provenant des îles d’Hawaii, la ville reçoit une pluviométrie record de 87 mm le 6 janvier, avec un cumul de 315 mm pour tout le mois. Le résultat est désastreux : plus de 40 morts et 10 000 sans-abri, la ville est paralysée pendant plusieurs semaines. La croissance démographique intense dépasse largement la mise en place progressive d’infrastructures hydrauliques d’importance variable, et la ville reste à l’aube du XXIe siècle très fragile face à ce type d’aléas.

## Économie
Centre touristique important, proche des grandes villes de Californie, Tijuana dispose de nombreuses maquiladoras (ateliers d'assemblage en sous-traitance pour les États-Unis), surtout dans les domaines de l'automobile, et de l'électronique.
Les années 1920 ont profondément modifié Tijuana avec la prohibition aux États-Unis. De nombreux Américains passaient la frontière pour boire et jouer en toute légalité. Des casinos géants ouvrirent, comme Agua Caliente. Caesar Cardini a dirigé quelques restaurants dans la ville pendant cette période, comme l'actuel hôtel Caesar's (également appelé Caesar's Palace) sur la rue principale Avenida Revolución.
Les évènements internationaux des années suivantes ont eu des répercussions profondes sur la ville. Le tourisme a augmenté de manière significative grâce aux innombrables Américains venant à Tijuana pour sa vie nocturne. En outre, un grand nombre de Mexicains venant de tout le pays ont commencé à s'y installer, triplant sa population. Entre 1940 et 1950, la ville est passée de 21 971 à 65 364 habitants[réf. nécessaire].
La vie nocturne et le tourisme ont commencé à diminuer dans les années 1950 ; la ville se mit alors à chercher à attirer une clientèle plus familiale.

### Étapes de développement
- a) La loi Volstead (1920-1933), plus connue sous le nom générique de la prohibition, interdit aux États-Unis la production et vente de boissons alcoolisées. Cela se reflète par le développement de négoces florissants du côté mexicain de la frontière. À Tijuana en particulier, les entrepreneurs américains, rapidement relayés par des tenanciers locaux, profitent de l’aubaine pour créer une série de commerces plus ou moins licites. Tijuana se voit alors envahie par les bars, magasins de spiritueux, maisons de prostitution, etc. Les financements de la mafia nord-américaine permettent en 1929 la construction du plus grand complexe touristique du Mexique. Ce « Las Vegas » d’avant l’heure s’appelle Agua Caliente, il comprend tous les ingrédients du succès : casino, hippodrome, thermes, etc., et reçoit les grandes stars du show-business lors de son époque la plus fastueuse. Le président Cárdenas met fin à cette époque dorée lorsqu’il déclare la fermeture de toutes les maisons de jeux dans le pays. Le site sera occupé plus tard par un centre scolaire qui prendra le nom de l’illustre président. À la fin de la prohibition en 1933, la grande majorité des commerces traverse la frontière dans l’autre sens, et laisse un fort taux de chômage.

- b) La crise économique qui commence par le krach de Wall Street en 1929, provoque l’expulsion d’un bon nombre de travailleurs mexicains.

- c) Le programme bracero (1942-1964) marque le deuxième boom pour la ville. L’entrée dans la Seconde Guerre mondiale des États-Unis provoque un manque de main-d’œuvre dans l’agriculture. À San Diego en particulier, la construction de la base militaire qui servira de départ à la campagne du Pacifique doit commencer. À peine dix après la Grande Dépression, les États-Unis pensent à rappeler les travailleurs qu’ils viennent d’expulser. Après accord avec le gouvernement mexicain, le programme bracero est mis en route. Les travailleurs sont embauchés au Mexique ; leur salaire, tâche et durée de séjour sont fixés à l’avance. Ce programme cause des résultats inespérés de part et d’autre de la frontière. C’est d’abord un afflux énorme de personnes (plus de 5 millions de personnes sont entrées aux États-Unis entre 1942 et 1964 sur toute la frontière), mais aussi le début d’une forte immigration illégale encore amplifiée par les refoulés du programme bracero. La convention qui ne considérait que les hommes sépare de nombreuses familles à la frontière –en général jusqu’à ce que la famille passe elle aussi del otro lado ("de l'autre côté"). À Tijuana, ce programme déclenche une énorme croissance démographique appuyée par un épanouissement industriel en relation avec la zone de libre-échange qui est en place depuis 1933. La prospérité post-guerre mondiale puis le nouveau conflit de la guerre de Corée (1950-1953) permettront d’allonger la durée du programme, mais comme lors de la Grande Dépression, l’histoire va se répéter. La faiblesse du marché de l’emploi provoque la fin de l’accord et l’expulsion de milliers de travailleurs mexicains qui n’ont, tout d’un coup, plus leur place dans le pays. Les villes frontières, principaux récepteurs sont dans l’incapacité d’incorporer dans leur économie ce débarquement considérable de population.

- d) Le gouvernement mexicain doit répondre à cette crise frontalière à laquelle il a, en un sens, participé. Le Programme National Frontalier (PRONAF) qui doit obtenir l’intégration économique de la frontière au reste du pays est lancé en 1961, mais c’est un semi-échec. Il est remplacé en 1965 par le Programme d’Industrialisation Frontalier (PIF) qui propose de stimuler l’industrie d’assemblage (les maquiladoras) en profitant de la main d’œuvre disponible. Ce programme qui se perpétue jusqu’en 2001 est d’une importance fondamentale dans l’essor des villes frontalières. Les objectifs déclarés du programme sont de créer des emplois, élever le niveau de vie de la population, former une main d’œuvre qualifiée, et incorporer les produits bruts nationaux aux processus industriels. Si le premier objectif dépasse toutes les espérances, les trois autres obtiennent des résultats plus contrastés. Les mécanismes de la maquiladora sont a priori simples : le programme autorise les zones de libre-échange (duty-free) à importer des matériaux bruts et des capitaux sans restrictions, ainsi que la création d’entreprises avec des capitaux 100 % étrangers, dans la mesure où ils sont réexportés. La position stratégique des villes frontières, où les coûts logistiques sont encore amoindris, provoque une éclosion immédiate des maquiladoras.

- e) L'ALENA et autres traités de libre-échange.

La dernière décennie du siècle est marquée par l’entrée du Mexique dans de nombreux marchés de libre-échange, le plus connu d’entre eux étant l'ALENA. Après l’adhésion au GATT en 1986, le marché tripartite Canada – États-Unis - Mexique prend effet le 1er janvier 1994. Cinq ans après, bien que les différents ministères de l’économie clament la dynamisation des échanges, l’augmentation du commerce, et la création d’emploi, les critiques fusent aussi de part et d’autre surtout en ce qui concerne des inquiétudes environnementales et une répartition de la création d’emploi qui serait défavorable aux États-Unis. L’accord est effectivement en train de produire des changements rapides, l’inclusion de la force de travail mexicaine environ 10 fois moins chère que dans les deux autres pays n’est certainement pas des moindres. C’est ainsi que les usines d’assemblage envahissent maintenant le reste du Mexique, à la recherche d’une main-d’œuvre encore meilleur marché dans le centre du [Mexique. Dans la zone de la frontière, ces industries n’ont pourtant pas diminué. À Tijuana, leur nombre a, au contraire, augmenté de 40 % entre 1994 et 1998, le nombre d’employés ayant lui doublé depuis 1992. Comment expliquer ce boom alors qu’à partir de 2001, l'ALENA traitera les maquiladoras tout comme les autres industries ? En 2001, toutes les compagnies d’Amérique du Nord devront en effet se conformer au marché libre. En attendant la date butoir, les compagnies asiatiques se sont ruées sur la possibilité de s’installer sur le marché américain (le marché mexicain n’étant pas un véritable objectif) tout en profitant des faibles coûts de production. Les entreprises Sony et Sanyo occupent ainsi plus de 10 000 employés à elles deux.

## Criminalité
La hausse des tensions liées au passage de la drogue, à la suite des renforcements douaniers à la frontière américaine, depuis les années 1990 et la guerre de rivalité que se livrent les gangs entre eux et avec la police conduit à de nombreux assassinats et attentats...
Ainsi, de 1992 à 2001, Tijuana fut considérée comme la ville la plus violente du Monde, avec le plus haut taux de meurtres par habitant.
Il s'ensuit une période de très relative baisse de la criminalité entre 2001 et 2005 (due à l'arrestation de chefs de cartels locaux entre 2001 et 2004, de 4 dignitaires de l'armée corrompus et liés au trafic en 2003...) observable grâce à une politique musclée de combat contre la corruption sous le gouvernement Vicente Fox et à une coopération  plus fructueuse (bien qu'imparfaite) entre les autorités mexicaine et américaine.
Depuis 2005 cependant, sous le contre-coup de la politique révisionniste de George W. Bush et de la perte de vitesse du gouvernement Fox, liée à des luttes fratricides avec son adversaire Felipe Calderón (qui lui succède en 2006), les taux de criminalité ont de nouveau explosé devenant même supérieurs à ceux des années 90 à partir de 2008.
Tijuana est aujourd'hui[Quand ?] la ville la plus violente au monde, devant sa rivale Ciudad Juarez.
En 2008, on recense entre 5 300 et 5 500 meurtres liés à l'activité des cartels dans la ville.
Une étude du Conseil citoyen pour la sécurité publique et la justice pénale (CCSPJP) a qualifié Tijuana de ville la plus dangereuse du monde en 2019, avec un taux de 134 homicides pour 100 000 habitants, c'est-à-dire le plus fort taux d'homicides relatif à la population d'une ville relevé dans le monde cette année-là. De plus, avec 2 367 meurtres recensés, c'est la ville d'Amérique et la deuxième ville au monde à enregistrer le plus d'homicides en nombre absolu en 2019 (derrière Le Cap en Afrique du Sud qui a connu 3 065 meurtres la même année).

## Musique
Tijuana est un haut lieu musical. C'est ici que Carlos Santana découvre la guitare, Herb Alpert joue avec les Tijuana Brass, et c'est aussi à Tijuana que naît un des groupes les plus représentatifs du narco-corrido, Los Tucanes de Tijuana.
Charles Mingus enregistrera un album à la suite d'un séjour dans la ville intitulé Tijuana Moods.
Chose inédite au Mexique, à la fin des années 1980, début des années 1990, le club Iguanas faisait monter sur scène les plus fameux groupes pops de l'époque comme Nirvana, The Charlatans ou Jane's Addiction.
Durant les années 1990, Tijuana donne le jour au mouvement NORTEC, mélange de musique électronique et de musique traditionnelle du nord du Mexique.
Ses nombreuses discothèques et fameux deejays drainent une abondante population festive du nord de la frontière. Manu Chao, pour sa part, se montre très inspiré par Tijuana qu'il visite à plusieurs reprises, et à laquelle il dédie une chanson très éloquente en 1998.
Dans les années 2010, un groupe de rock suisse porte le nom de The Rebels of Tijuana.

## Personnalités célèbres
- Carlos Santana (1947-), guitariste.
- Julieta Venegas (1970-), chanteuse originaire de cette ville.
- Tijuana No!, formation musicale de ska, rock et de punk originaire de Tijuana.
- Caesar Cardini (1896-1956), restaurateur à Tijuana pendant les années 1920-1940, y inventa la salade César.
- Fernando Arce (1980-), footballeur international.
- Erik Morales (1976-), boxeur titré dans quatre catégories (super-coq, plume, super-plume, super-léger)
- Bye Sami, groupe de rock
- Bender Tordeur Rodríguez (2996-), robot-tordeur dans la série Futurama

## Religion
- Archidiocèse de Tijuana
- Cathédrale Notre-Dame-de-Guadalupe